# Ermita de San Antonio Abad (Albaida)
La ermita de San Antonio Abad es un templo situado en la calle Arqueólogo Ballester, en el municipio de Albaida. Es Bien de Relevancia Local con identificador número 46.24.006-016.

## Historia
El templo fue erigido en el siglo XIX.
A inicios del siglo XXI, se desarrolla en ella culto de forma ocasional.

## Descripción
Se encuentra en una calle empinada, la calle del Cristo de la Fe, en la esquina con la del Arqueólogo Ballester. Los otros dos lados del edificio, de planta rectangular, lindan con viviendas particulares. El tejado del edificio es a dos aguas. La fachada, rectangular, se adecua al ascenso del terreno. Sobre ella, en sus dos extremos, hay sendas espadañas con campanas. Entre ambas, un remate barroco con una veleta.
En la fachada se encuentra la puerta, rectangular, adintelada y emplanchada. Sobre ella hay una vano semicircular, y sobre este un pequeño retablo cerámico con la imagen de San Antonio Abad, advocación titular del templo.
El interior es también rectangular. Su techo es plano con escocia, paredes lisas y piso ajedrezado. En el retablo barroco del presbiterio se venera la imagen del Cristo de la Fe, mientras que la imagen del santo titular se halla en una hornacina del lateral derecho. Dicha talla de San Antonio es policromada hecha en el siglo XVIII.